# 28 Years Later: The Bone Temple
28 Years Later: The Bone Temple es una próxima película de terror postapocalíptico dirigida por Nia DaCosta y escrita por Alex Garland.  Se filmó consecutivamente con su predecesora 28 Years Later (2025), y sirve como la cuarta en general en la serie de películas 28 Days Later. La película está protagonizada por Aaron Taylor-Johnson, Jack O'Connell y Cillian Murphy.
28 Years Later: The Bone Temple se estrenará el 16 de enero de 2026, por Sony Pictures Releasing. Se está desarrollando una secuela de The Bone Temple, la última película de la trilogía 28 Years Later.

## Reparto
- Aaron Taylor-Johnson como Jamie, un carroñero y padre viudo.
- Jack O'Connell como Sir Lord Jimmy Crystal, un líder de un culto con un pasado bastante oscuro.[3]
- Cillian Murphy como Jim, un exmensajero y sobreviviente del brote original. Murphy repite su papel de 28 Days Later.[4]
- Emma Laird como Jimmima, integrante del Culto de Jimmy Crystal
- Maura Bird como Jimmy Jones, integrante del Culto de Jimmy Crystal

## Producción

### Desarrollo
En abril de 2024, se informó que una secuela de 28 años después (2025) estaba en desarrollo, con Nia DaCosta en conversaciones para dirigir la película, reemplazando a Danny Boyle, y Alex Garland regresando para escribir el guion.  En junio de 2024, a través de una presentación de derechos de autor, aparentemente se reveló que el título de la película sería 28 años después, parte II: El Templo de los Huesos .  En diciembre de 2024, Aaron Taylor-Johnson aparentemente reveló que regresaría para la película, diciendo: "Hicimos una y dos seguidas". 
La película fue producida por Columbia Pictures. 

### Rodaje
La fotografía principal comenzó el 19 de agosto de 2024. En septiembre de 2024, se vio a Cillian Murphy filmando en Ennerdale, Cumbria, con un equipo supuestamente adjunto a la película.
El Rodaje de la misma termino el día 21 de Septiembre del año 2024.

## Estreno
28 Years Later: The Bone Temple se estrenará en Estados Unidos a través de Sony Pictures Releasing el 16 de enero de 2026. 

## Secuela
La película fue anunciada como parte de una trilogía planificada, con Garland como guionista de las tres.  En enero de 2025, Boyle confirmó que dirigiría la última película de la trilogía. 